# Parachernes melanopygus
Parachernes melanopygus es una especie de arácnido del orden Pseudoscorpionida de la familia Chernetidae.

## Distribución geográfica
Se encuentra en Brasil y México.